# Boëtius à Bolswert
Boëtius (Bote) Adamsz. à Bolswert (Bolsward, ca. 1580 –  Antwerpen, 25 maart 1633) was een Nederlands kopersnijder en middelmaatgraveur. 
Deze zoon van Adam Uytama en oudere broer van Schelte à Bolswert woonde vanaf 1609 in Amsterdam, waar hij onafgebroken voor de toonaangevende schilders van die tijd werkte. In 1620 werd hij meester te Antwerpen. Hij zou mogelijk rond 1628 met Peter Paul Rubens in contact zijn gekomen, toen hij meer in Antwerpen verbleef. Boëtius maakte enkele belangrijke gravures naar ontwerp van Rubens, waaronder De drie kruisen en Het oordeel van Salomo. 

In Bolsward is een straat naar hem genoemd, de Bote à Bolswertstraat (kortweg Botestraat), die parallel loopt aan de naar zijn broer vernoemde Schelte à Bolswertstraat. Ook in Leeuwarden is een Bote van Bolwertstraat.